# Mindarus harringtoni
Espèce
Mindarus harringtoni était une espèce de pucerons. L'insecte a été découvert lorsque le docteur Richard Harrington, un scientifique de la Royal Entomological Society de Londres l'a acheté à son collègue le docteur Colin. Ce dernier l'avait remporté dans une enchère sur eBay pour un spécimen fossilisé, qui se révéla être une espèce inconnue. Le fossile a été acheté à un particulier de Lituanie. L'insecte lui-même mesure 3 à 4 mm de long et emprisonné dans un pastille d’ambre de la Baltique vieille de 35 à 50 millions d'années.
Le fossile a été expédié au professeur Ole Heie, un expert en pucerons au Danemark, qui confirma que l'insecte était une nouvelle espèce, aujourd'hui éteinte. L'insecte a été appelé Mindarus harringtoni d'après le Dr Harrington, qui envisagea de l'appeler Mindarus ebayi d'après le nom du site sur lequel il l'avait acheté.
Le fossile est maintenant au Natural History Museum.
On pense que Mindarus harringtoni se nourrissait sur un arbre appelé Pinus succinifera qui est aujourd'hui une espèce éteinte.